# Имперский верблюжий корпус
Имперский верблюжий корпус (англ. Imperial Camel Corps) — войсковое соединение Британской империи периода Первой мировой войны, кавалерийская бригада. Личный состав формирования передвигался на верблюдах.
Корпус был основан в январе 1916 года. Был полностью укомплектован к декабрю того же года. В мае 1918 года был сокращён в размерах до батальона. Формально распущен в мае 1919 года. За время ведения военных действий погибло 346 военнослужащих корпуса.